# Lista de deputados estaduais de São Paulo da 6.ª legislatura
Esta é a lista de deputados estaduais de São Paulo para a legislatura 1967–1971.

## Composição das bancadas
| Partido | Líder           | Bancada  | Posição  |
| ------- | --------------- | -------- | -------- |
| ARENA   | José Blota Jr   | 62 / 115 | Governo  |
| MDB     | Orestes Quércia | 53 / 115 | Oposição |

## Deputados Estaduais
Estavam em jogo 115 vagas na Assembleia Legislativa de São Paulo.
| Número | Deputados estaduais eleitos     | Partido | Votação | Percentual | Cidade onde nasceu    | Unidade federativa |
| 15521  | Fauze Carlos                    | MDB     | 49.247  |            | Catiguá               | São Paulo          |
| 15936  | Conceição da Costa Neves        | MDB     | 45.018  |            | Juiz de Fora          | Minas Gerais       |
| 11763  | Paulo Planet Buarque            | ARENA   | 40.285  |            |                       |                    |
| 15988  | Esmeraldo Tarquínio             | MDB     | 32.520  |            | São Vicente           | São Paulo          |
| 11584  | José Rosa da Silva              | ARENA   | 29.955  |            |                       |                    |
| 15804  | Gioia Júnior                    | MDB     | 29.709  |            | Campinas              | São Paulo          |
| 15231  | Jacinto Figueira Júnior         | MDB     | 28.052  |            | São Paulo             | São Paulo          |
| 11620  | Blota Júnior                    | ARENA   | 27.454  |            | Ribeirão Bonito       | São Paulo          |
| 11992  | Salvador Julianelli             | ARENA   | 27.225  |            | São Paulo             | São Paulo          |
| 11522  | Dulce Braga                     | ARENA   | 23.463  |            | São José do Rio Preto | São Paulo          |
| 11334  | Camilo Ashcar                   | ARENA   | 21.543  |            |                       |                    |
| 15793  | Mendonça Falcão                 | MDB     | 20.987  |            | São Paulo             | São Paulo          |
| 11492  | Solon Borges dos Reis           | ARENA   | 20.959  |            | Casa Branca           | São Paulo          |
| 11594  | Orlando Zancaner                | ARENA   | 20.862  |            | Catiguá               | São Paulo          |
| 15507  | Leôncio Ferraz Junior           | MDB     | 20.124  |            |                       |                    |
| 11238  | Francisco Franco                | ARENA   | 20.087  |            |                       |                    |
| 11669  | José Felício Castellano         | ARENA   | 18.910  |            | Rio Claro             | São Paulo          |
| 15129  | Geraldino dos Santos            | MDB     | 18.875  |            |                       |                    |
| 11471  | Antônio Pinheiro Camargo Júnior | ARENA   | 18.628  |            |                       |                    |
| 11539  | Diogo Nomura                    | ARENA   | 18.574  |            | Registro              | São Paulo          |
| 15527  | Juvenal de Campos               | MDB     | 18.502  |            |                       |                    |
| 15206  | Osvaldo Massei                  | MDB     | 18.311  |            |                       |                    |
| 11302  | Waldemar Lopes Ferraz           | ARENA   | 17.373  |            |                       |                    |
| 15515  | Alex Freua Neto                 | MDB     | 16.512  |            |                       |                    |
| 15688  | Alfeu Gasparini                 | MDB     | 16.511  |            | Batatais              | São Paulo          |
| 11786  | José Jorge Cury                 | ARENA   | 16.247  |            |                       |                    |
| 11320  | Semi Jorge Resegue              | ARENA   | 16.147  |            |                       |                    |
| 11820  | Altimar Ribeiro de Lima         | ARENA   | 16.142  |            |                       |                    |
| 11853  | Archimedes Lammoglia            | ARENA   | 15.380  |            |                       |                    |
| 11840  | Francisco Castillon             | ARENA   | 15.299  |            |                       | Espanha            |
| 15812  | Raul Schwinden                  | MDB     | 15.196  |            |                       |                    |
| 11733  | Ciro Albuquerque                | ARENA   | 15.078  |            |                       |                    |
| 11603  | Rui Silva                       | ARENA   | 14.967  |            |                       |                    |
| 11403  | Januário Mantelli Neto          | ARENA   | 14.899  |            |                       |                    |
| 11718  | Nabi Abi Chedid                 | ARENA   | 14.858  |            | Ramarith              | Líbano             |
| 11126  | Paulo de Castro Prado           | ARENA   | 14.707  |            |                       |                    |
| 15511  | Jamil Gadia                     | MDB     | 14.586  |            |                       |                    |
| 15826  | Molina Júnior                   | MDB     | 14.446  |            |                       |                    |
| 15130  | Abílio Nogueira Duarte          | MDB     | 14.426  |            | Assis                 | São Paulo          |
| 15537  | José Cabral Amazonas            | MDB     | 14.378  |            |                       |                    |
| 15989  | Fernando Perrone                | MDB     | 14.115  |            | Passa Quatro          | Minas Gerais       |
| 15346  | Álvaro Simões de Souza          | MDB     | 13.912  |            |                       |                    |
| 11406  | Antônio Morimoto                | ARENA   | 13.844  |            | Promissão             | São Paulo          |
| 11352  | Antônio Salim Curiati           | ARENA   | 13.806  |            | Avaré                 | São Paulo          |
| 15577  | Aurélio Rosalindo de Campos     | MDB     | 13.726  |            | Santos                | Minas Gerais       |
| 15900  | Oswaldo Rodrigues Martins       | MDB     | 13.440  |            |                       |                    |
| 11779  | Wadih Helu                      | ARENA   | 13.276  |            | Tatuí                 | São Paulo          |
| 11683  | Manoel Marcondes Filho          | ARENA   | 13.259  |            |                       |                    |
| 11295  | Lúcio Casanova Neto             | ARENA   | 12.925  |            | Sertãozinho           | São Paulo          |
| 11372  | Pedro Geraldo Costa             | ARENA   | 12.908  |            |                       |                    |
| 11889  | Pedro Carolo                    | ARENA   | 12.783  |            | Pontal                | São Paulo          |
| 15355  | Paulo Nakandakare               | MDB     | 12.743  |            | Itariri               | São Paulo          |
| 15905  | Fausto Tomaz de Lima            | MDB     | 12.514  |            |                       |                    |
| 11475  | José Calil                      | ARENA   | 12.408  |            |                       |                    |
| 15308  | Chopin Tavares de Lima          | MDB     | 12.381  |            | Itapetininga          | São Paulo          |
| 11885  | Nagib Chaib                     | ARENA   | 12.370  |            |                       |                    |
| 11877  | Jamil Assuf Dualibi             | ARENA   | 12.354  |            |                       |                    |
| 11745  | Nelson Pereira                  | ARENA   | 12.332  |            | São Paulo             | São Paulo          |
| 11132  | Mário Teles                     | ARENA   | 11.984  |            | São Paulo             | São Paulo          |
| 15415  | Ary da Silva                    | MDB     | 11.976  |            |                       |                    |
| 15122  | Avelino Júnior                  | MDB     | 11.970  |            |                       |                    |
| 11662  | Antônio Leite Carvalhaes        | ARENA   | 11.938  |            | São José do Rio Pardo | São Paulo          |
| 11483  | Jacob Salvador Zveibil          | ARENA   | 11.931  |            |                       |                    |
| 15915  | Maluly Neto                     | MDB     | 11.907  |            | Fartura               | São Paulo          |
| 15906  | Jayme Daige                     | MDB     | 11.825  |            |                       |                    |
| 15384  | Valério Giuli                   | MDB     | 11.731  |            |                       |                    |
| 11486  | Amaral Gurgel                   | ARENA   | 11.712  |            |                       |                    |
| 11890  | Sinval Antunes de Souza         | ARENA   | 11.595  |            |                       |                    |
| 11376  | Joaquim Gouvêa Franco Júnior    | ARENA   | 11.577  |            |                       |                    |
| 15954  | César Arruda Castanho           | MDB     | 11.515  |            |                       |                    |
| 15119  | Fernando Pires da Rocha         | MDB     | 11.498  |            |                       |                    |
| 11661  | Shiro Kyono                     | ARENA   | 11.431  |            | Yamaguchi             | Japão              |
| 11168  | Nicola Avallone Junior          | ARENA   | 11.421  |            | Bauru                 | São Paulo          |
| 11589  | Benedito Matarazzo              | ARENA   | 11.332  |            |                       |                    |
| 11914  | Murilo de Souza Reis            | ARENA   | 11.171  |            |                       |                    |
| 15195  | Fábio Máximo de Macedo          | MDB     | 11.101  |            |                       |                    |
| 15118  | Orestes Quércia                 | MDB     | 10.915  |            | Pedregulho            | São Paulo          |
| 11841  | Renato Cordeiro                 | ARENA   | 10.852  |            |                       |                    |
| 15151  | Ademar Monteiro Pacheco         | MDB     | 10.846  |            |                       |                    |
| 15207  | Jurandir Paixão                 | MDB     | 10.841  |            | Limeira               | São Paulo          |
| 15864  | Egydio João Serrano Martin      | MDB     | 10.355  |            |                       |                    |
| 11173  | Pedro Pascoal                   | ARENA   | 10.243  |            |                       |                    |
| 11685  | Nesralla Rubez                  | ARENA   | 10.234  |            |                       |                    |
| 15200  | Ruy Codo                        | MDB     | 10.190  |            | Santa Gertrudes       | São Paulo          |
| 11380  | José Costa                      | ARENA   | 10.087  |            |                       |                    |
| 15690  | Emíio Meneghini                 | MDB     | 10.032  |            |                       |                    |
| 11328  | Roberto Gebara                  | ARENA   | 9.910   |            | São Paulo             | São Paulo          |
| 15271  | Sidney Cunha                    | MDB     | 9.862   |            |                       |                    |
| 15552  | Marcondes Pereira               | MDB     | 9.861   |            |                       |                    |
| 11605  | Gilberto Siqueira Lopes         | ARENA   | 9.801   |            |                       |                    |
| 15506  | Urbano Reis                     | MDB     | 9.714   |            |                       |                    |
| 11624  | Domingos Aldrovandi             | ARENA   | 9.582   |            | Piracicaba            | São Paulo          |
| 11366  | Domingos Ceravolo               | ARENA   | 9.578   |            |                       |                    |
| 11660  | Antônio Donato                  | ARENA   | 9.569   |            | São Carlos            | São Paulo          |
| 11434  | Juvenal Rodrigues de Moraes     | ARENA   | 9.518   |            |                       |                    |
| 11608  | Rui de Melo Junqueira           | ARENA   | 9.479   |            |                       |                    |
| 15967  | Olavo Hourneaux de Moura        | MDB     | 9.474   |            |                       |                    |
| 15704  | Leonardo Barbieri               | MDB     | 9.449   |            |                       |                    |
| 15141  | Laércio Corte                   | MDB     | 9.346   |            |                       |                    |
| 11137  | Guilherme de Oliveira Gomes     | ARENA   | 9.213   |            |                       |                    |
| 11249  | Osvaldo Santos Ferreira         | ARENA   | 9.085   |            |                       |                    |
| 11410  | Cássio Ciampolini               | ARENA   | 9.062   |            |                       |                    |
| 11919  | Salim Abdala Thomé              | ARENA   | 8.892   |            |                       |                    |
| 11604  | Agnaldo de Carvalho Júnior      | ARENA   | 8.871   |            | Recife                | Pernambuco         |
| 11668  | Roberto Rollemberg              | ARENA   | 8.869   |            | Campinas              | São Paulo          |
| 15395  | Muzeti Elias Antônio            | MDB     | 8.807   |            |                       |                    |
| 11156  | Hélvio Nunes da Silva           | ARENA   | 8.767   |            |                       |                    |
| 15847  | Orlando Jurca                   | MDB     | 8.698   |            |                       |                    |
| 15344  | Joaquim Jácome Formiga          | MDB     | 8.685   |            |                       |                    |
| 15634  | João Arruda                     | MDB     | 8.664   |            | São Paulo             | São Paulo          |
| 15868  | Nadir Kenan                     | MDB     | 8.526   |            |                       |                    |
| 15772  | Salim Sedeh                     | MDB     | 8.506   |            |                       |                    |
| 15433  | Lincoln Grillo                  | MDB     | 8.307   |            | Uberlândia            | Minas Gerais       |
| 15496  | Heitor Maurício de Oliveira     | MDB     | 8.257   |            |                       |                    |
| 15400  | Hélio Dejtiar                   | MDB     | 8.203   |            |                       |                    |